# USS F-1 (SS-20)
Pour les autres navires du même nom, voir USS Carp.
Pour les articles homonymes, voir F1.
L’USS F-1 (SS-20) est un sous-marin de Classe F de l'US Navy construit à partir de 1911 par Union Iron Works à San Francisco et mis en service en 1912.

## Histoire

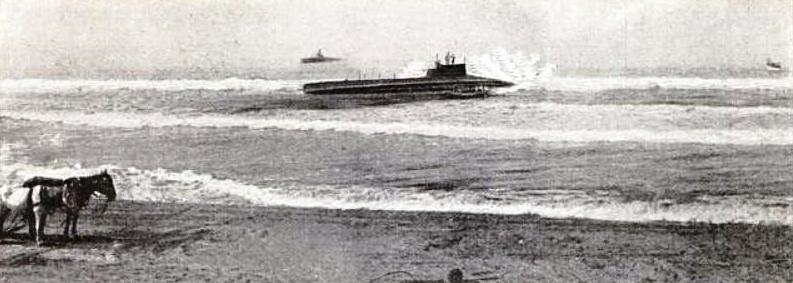
L'USS F-1 échoué sur la plage en 1912.

L’USS F-1 (SS-20)) est nommée Carp lors de la pose de la quille aux chantiers Union Iron Works à San Francisco, en Californie, faisant de lui le premier navire de la Marine des États-Unis portant ce nom . Il est lancé le 6 septembre 1911 parrainé par Mme J. Tynan et rebaptisé F-1, le 17 novembre 1911. Il est mis en service le 19 juin 1912, avec pour premier commandant le lieutenant JB Howell.
Le F-1 opère au large de San Francisco des essais et des tests jusqu'au 11 janvier 1913. Affecté au premier groupe de sous-marins, Pacific Torpedo Flotilla, il rejoint le port d'attache de la flottille à San Diego puis à San Pedro en Californie.
Fin de 1912, le navire subit un problème d'amarrage à Port Watsonville dans la baie de Monterey, en Californie, et échoue sur une plage voisine. La plupart des membres de l'équipage sont évacués de manière sûre mais deux hommes meurent dans l'incident. Du 21 juillet 1914 au 19 novembre 1915, la flottille est basée à la base navale de Pearl Harbor, dans le cadre des opérations de développement militaire dans les îles hawaïennes.
Un temps en réserve du 15 mars 1916 au 13 juin 1917, le F-1 retourne en service dans la Flotte du Pacifique, afin de permettre le développement des tactiques sous-marines au sein de l'US Navy. Son port d'attache durant cette période est San Pedro, en Californie et son commandant Alfred E. Montgomery.
Le 17 décembre 1917, lors d'une manœuvre pendant des exercices au large de Point Loma, à San Diego, les sous-marins F-1 et USS F-3 (SS-22) entrent en collision. Le F-1 sombre en quelques secondes, le côté bâbord arraché près de la salle des machines. Dix-neuf hommes sont perdus, et trois sont secourus par des navires opérant à proximité.
Le F-1 a coulé à plus de 400 m de profondeur où il a été redécouvert en 2025 par des chercheurs du Institut océanographique de Woods Hole gisant « remarquablement intact » sur son côté tribord.